# Исаакий Оптинский младший
Исаакий Оптинский младший (или Исаакий II, в миру Иван Николаевич Бобраков, ранее ошибочно Бобриков); 1865, село Остров, Малоархангельский уезд, Орловская губерния — 8 января 1938, Тесницкий полигон, Тульская область) — архимандрит Русской православной церкви, последний настоятель старой Оптиной пу́стыни, преподобномученик, святой Собора святых новомучеников и исповедников Российских и Собора Оптинских старцев. Приставка «младший» к имени добавляется, чтобы не путать с другим Оптинским старцем — схиархимандритом Исаакием Оптинским старшим (1810—1894).

## Биография
Иван Бобраков родился в 1865 году в селе Остров Малоархангельского уезда Орловской губернии, в благочестивой и глубоко верующей крестьянской семье (его отец скончался схимонахом Оптиной пустыни). Окончил начальное училище.
В 1884 году поступил послушником в Оптину пустынь, успев застать при жизни преподобного иеромонаха Амвросия.
Иеродиакон (1898), иеромонах (1902), награждён наперсным крестом (1911),
После кончины 30 (12) сентября 1914 года архимандрита Ксенофонта избран настоятелем Оптиной пустыни, архимандрит.
В 1916 году награждён орденом святой Анны III степени.
Член Поместного собора Православной российской церкви по должности, участвовал в 1–2-й сессиях, член VII, XI отделов.
С 1918 года руководитель сельскохозяйственной артели, под видом которой существовала обитель. Стойко переносил все тяготы гонений, показывая пример истинного исповедничества. После официального разгона монастыря в 1923 году служил в Георгиевском храме Козельска, оптинские монахи и шамординские монахини брали у него благословение. После угрозы смерти от властей или предложения уехать ответил: «От креста своего не побегу».
В 1929 году на 4 месяца заключён в тюрьму. В 1930 году переехал в Белёв Тульской области. В 1932 году на 5 месяцев заключён в тюрьму.
В 1937 году обвинён в «создании подпольного монастыря тихоновской ориентации, проводящего систематическую контрреволюционную деятельность», лжесвидетельствовать отказался. Приговорён к расстрелу особой тройкой УНКВД по Тульской области 30 декабря 1937 года. Приговор был приведён в исполнение 8 января 1938 года, в день Собора Пресвятой Богородицы. Вместе с другими мучениками тайно захоронен в лесу на 162-м километре Симферопольского шоссе.
В 2000 году прославлен в лике святых, память совершается 8 января.